# Demografía de Costa de Marfil
| 1900        | 1,5 millones   |
| 1950        | 2,7 millones   |
| 1970        | 5,3 millones   |
| 1975(censo) | 6,7 millones   |
| 1988(censo) | 10,9 millones  |
| 2000        | 16,73 millones |
| 2010        | 19,09 millones |
| 2020        | 22,65 millones |
| 2030        | 26,08 millones |
| 2040        | 29,35 millones |

La Demografía de Costa de Marfil comprende todas aquellas características demográficas de la población de este país, incluyendo la densidad poblacional, grupos étnicos, nivel educacional, salud poblacional, situación económica, creencias religiosas y otros aspectos de la población.
A julio del año 2010, Costa de Marfil tiene una población estimada de 20 617 068 de personas. La esperanza de vida es de 49 años; el promedio de edad es 19,2 años —19,4 años para hombres y 19,1 para mujeres. El promedio de hijos por mujer es de 4.43. El 50.9% de la población está alfabetizada. Se calcula que el 7.0% de la población está infectada con el virus VIH (sida).

## Población
Según cifras del último censo realizado en el país, un 43% de la población puede considerarse como urbana, mientras que el restante 57% sería rural; sin embargo, no existe consenso respecto a dichas cifras, toda vez que existen otras definiciones que consideran criterios distintos al censal y que consideran los cambios que ha experimentado la estructura poblacional del país con el fin homologar los estándares con que se ha clasificado a la población rural y urbana desde 1975. 

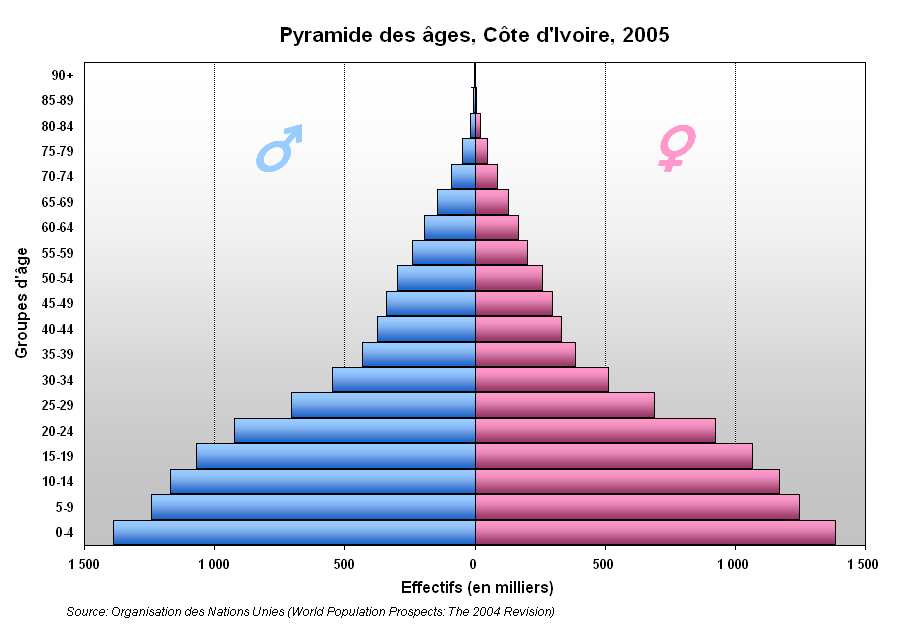
Pirámide poblacional de Costa de Marfil.

En este contexto, Dureau (1993) sugiere una definición física de ciudad como un área continua de espacio construido, proponiendo para Costa de Marfil un tamaño de 5 000 personas; en consecuencia, y en virtud de este criterio demográfico, los resultados de los diferentes censos de población urbana parecen subestimados. Así, de los 2 146 293 habitantes urbanos en 1975, se pasó a 4 220 535 personas en 1988 y 6 529 138 en 1998, duplicándose en 13 años y triplicándose en 23 años. Entre 1975 y 1988, la población urbana se incrementó un 7%, frente al 4% del período 1988-1998. 
| Clasificación de la población urbana en Costa de Marfil | Clasificación de la población urbana en Costa de Marfil | Clasificación de la población urbana en Costa de Marfil | Clasificación de la población urbana en Costa de Marfil |
| Años                                                    | Censo                                                   | Criterio de 5 000 habitantes                            | Diferencial                                             |
| ------------------------------------------------------- | ------------------------------------------------------- | ------------------------------------------------------- | ------------------------------------------------------- |
| 1975                                                    | 32 %                                                    | 35 %                                                    | 3 %                                                     |
| 1988                                                    | 39 %                                                    | 48 %                                                    | 9 %                                                     |
| 1998                                                    | 43 %                                                    | 55 %                                                    | 12 %                                                    |

La siguiente tabla muestra el número de personas nacidas en Costa de Marfil que han emigrado a países de la OCDE (solo incluye a las comunidades compuestas por al menos 1000 miembros).
| País           | Población |
| -------------- | --------- |
| Francia        | 457 231   |
| Estados Unidos | 7595      |
| Italia         | 7242      |
| Reino Unido    | 2794      |
| Canadá         | 1865      |
| Bélgica        | 1363      |
| Suiza          | 1100      |

## Perfil demográfico
Es probable que la población de Costa de Marfil siga creciendo en un futuro próximo, ya que casi el 60% de la población es menor de 25 años, la tasa de fertilidad total se mantiene estable en torno a los 3,5 hijos por mujer y el uso de anticonceptivos es inferior al 20%. El país tendrá que mejorar la educación, la atención sanitaria y la igualdad de género para convertir su amplia y creciente cohorte de jóvenes en capital humano. Incluso antes de los disturbios de 2010 que cerraron las escuelas durante meses, el acceso a la educación era escaso, especialmente para las mujeres. En 2015, solo el 53% de los hombres y el 33% de las mujeres estaban alfabetizados. La falta de educación contribuye a las altas tasas de mano de obra no cualificada, de embarazos en la adolescencia y de prevalencia del VIH/sida en Costa de Marfil.
Tras su independencia en 1960, se instaló un régimen dictatorial, que fomento la división entre etnias. Pero si la exportación de cacao y de café fue la causa de la riqueza de Costa de Marfil, también provoca dificultades en la década de 1980, tras la caída brutal de los precios de las materias primas. Desde entonces su régimen, dominado desde la independencia por un partido único, el Partido Democrático de Costa de Marfil, minado por una corrupción endémica, se hizo cada vez más insoportable para la población por la crisis económica y cuyo impacto todavía se reconoce hoy en día en el país.
El país depend del cacao y el café, de gran intensidad de mano de obra, en el suroeste del país, lo convirtieron en un destino atractivo para los emigrantes de otras partes del país y de sus vecinos, en particular Burkina Faso. [cita requerida]El gobierno de HOUPHOUET-BOIGNY continuó la política colonial francesa. Los extranjeros procedentes de África Occidental, Europa (principalmente Francia).
El continuo declive económico desde la década de 1980 y la lucha por el poder tras la muerte de HOUPHOUET-BOIGNY en 1993 dieron paso a la política "marfileña", institucionalizando una identidad marfileña que marginó aún más a los marfileños del norte y convirtió a los inmigrantes en chivos expiatorios. La división hostil entre el norte musulmán y el sur cristiano se convirtió en una guerra civil en 2002, empujando a decenas de miles de inmigrantes extranjeros, refugiados liberianos y marfileños a huir a una Liberia devastada por la guerra o a otros países de la región, y a más de un millón de personas a desplazarse internamente. Posteriormente, la violencia que siguió a las controvertidas elecciones presidenciales de 2010 hizo que unas 250.000 personas buscaran refugio en Liberia y otros países vecinos y que de nuevo se desplazaran internamente hasta un millón de personas. En julio de 2012, la mayoría había regresado a sus hogares, pero la tensión intercomunitaria y el conflicto armado siguen obligando a la gente a abandonar sus hogares.

## Estadísticas vitales
En Costa del Marfil, la tasa de fecundidad es de 4,5 hijos por mujer. El 40,8% de la población es menor de 14 años, el 56,4% está entre 14 y 64 años y el 2,8% tiene más de 64 años. La esperanza de vida promedio es de 47,7 años. 
| Índices de fecundidad | Índices de fecundidad  | Índices de fecundidad | Índices de fecundidad |
| Años | Naciones Unidas (2012) | Encuestas censales    |                       |
| --- | ---------------------- | --------------------- | --------------------- |
| 1960-1965 | 7.3                    | —                     |                       |
| 1965-1970 | 7.3                    | —                     |                       |
| 1970-1975 | 7.4                    | —                     |                       |
| 1975-1980 | 7.4                    | —                     |                       |
| 1980-1985 | 7.4                    | 7.4 (1)               |                       |
| 1985-1990 | 6.9                    | 6.8 (2)               |                       |
| 1990-1995 | 6.3                    | 5.4 (3)               |                       |
| 1995-2000 | 5.6                    | 5.2 (4)               |                       |
| 2000-2005 | 5.1                    | 4,6 (5)               |                       |
| 2005-2010 | 4.65                   |                       |                       |
| 1 = Encuesta de fecundidad marfileña; 2 = Censo General de Población y Vivienda 1988; 3 = Encuesta de Demografíca y Salud 1994; 4 = Encuesta Demográfica y de Salud 1998-1999; 5 = Encuesta Indicadores del sida 2005 |                        |                       |                       |
| |                        |                       |                       |

## Grupos étnicos y religiosos
| Composición religiosa de Costa de Marfil* | Composición religiosa de Costa de Marfil* | Composición religiosa de Costa de Marfil* | Composición religiosa de Costa de Marfil* | Composición religiosa de Costa de Marfil* |
| ----------------------------------------- | ----------------------------------------- | ----------------------------------------- | ----------------------------------------- | ----------------------------------------- |
| Religión                                  | Religión                                  |                                           | porcentaje                                | porcentaje                                |
| Cristianismo                              | Cristianismo                              |                                           | 44 %                                      | 44 %                                      |
| Islam                                     | Islam                                     |                                           | 37.2 %                                    | 37.2 %                                    |
| Otras religiones                          | Otras religiones                          |                                           | 10.7 %                                    | 10.7 %                                    |
| Sin religión                              | Sin religión                              |                                           | 8.1 %                                     | 8.1 %                                     |
| * Porcentajes estimados a 2020            |                                           |                                           |                                           |                                           |

El Cristianismo y el Islam son las religiones predominantes con un 44 % y 37.2 % respectivamente, mientras que un 10,7 % practica las religiones tradicionales (estimaciones al año 2020). Cabe indicar que 2/3 de los cristianos son el católicos, mientras que el restante 1/3 es protestante.
Según el censo de 1998, en Costa del Marfil aproximadamente uno de cada cuatro residentes es extranjero; en efecto, desde la transformación del país en uno de los más prósperos de África Occidental, la población de otros países presentes en Costa del Marfil ha alcanzado al 20% del total —provenientes en trabajadores de Liberia, Burkina Faso y Guinea. Este hecho ha creado una tensión creciente en años recientes, debido principalmente a que la mayoría de esta población es musulmana, mientras que la población de origen nativo es en gran parte cristiana (principalmente católicos) y animistas. El 4% de la población es de ascendencia no africana. 
Al menos el 77% de la población puede ser considerada marfileños, representando a varios grupos étnicos y lingüísticos diferentes; en particular, el gobierno reconoce más de 60 grupos étnicos divididos en cuatro grupos principales: los Mandingas en el noroeste, los Voltas en el noreste, los Kru en el suroeste y los akan en el sudeste. El idioma oficial es el francés, que se enseña en las escuelas y sirve como una lingua franca en las áreas urbanas (particularmente en Abiyán), mientras que se hablan unos 65 idiomas en el país, siendo uno de los más comunes el dioula, que se usa para comerciar así como un idioma comúnmente hablado por la población musulmana. 
En función del idioma que se habla, los grupos étnicos se dividen en los siguientes grupos:
- El mayor grupo de población es el grupo de hablantes Kwa, que son particularmente comunes en el centro del país. Aquí, se tienen a los akan con el 42,1% de la población total —es el grupo de mayor influencia política de Costa de Marfil, y son originarios de la zona oriental—, a los Baoulé con el 23% y los Akié con el (11%).[8]

- En el suroeste, se asentaron los hablantes Kru. Aquí se encuentran los Bété, Kru y los Wé, representando alrededor del 11% de la población total.[8]

- En el norte viven los hablantes Gur, con cerca del 17,6% de la población total. En esta zona se asientan los agricultores y los Senufos (con alrededor del 15% de la población).[8]

- El grupo de los hablantes Mandé, que residen en el noroeste. Se puede indicar que los mandé del norte representan el 16,5% del total de la población, en especial los Malinké/Dioula (que representan el 5,5% de la población total) que tienen a la ciudad de Kong como centro, aunque también pueden encontrarse distribuidos a lo largo del país.[8]

La población está compuesta principalmente de Yamoussoukro Baoules con sus muchos subgrupos, que, con 3 millones de personas, representa aproximadamente el 23% de la población. Este es un asentamiento reciente ya que los expertos creen que antes de 1730 los Baoulés como tal no existían.

## Educación

### Primaria y secundaria
El sistema educativo de Costa de Marfil está basado en el modelo heredado que Francia estableció en las postrimerías de la independencia, y que consideraba obligatoriedad y gratuidad, con el fin de fomentar la matrícula de niños en edad escolar y su asistencia a la escuela. Este sistema integraba los ciclos habituales de primaria, secundaria y superior, así como también un nivel preescolar de tres subniveles (sección pequeña, mediana y grande). En el período 2001-2002, antes de la crisis política y militar, existían en el país 391 guarderías tanto privadas como de públicas, mientras que en 2005, cerca de la única zona controlada por las fuerzas republicanas, operan 600 jardines infantiles a cargo de 2109 profesores que supervisan a 41 556 estudiantes.
| Cifras de progresión y término en el sistema escolar primario | Cifras de progresión y término en el sistema escolar primario | Cifras de progresión y término en el sistema escolar primario | Cifras de progresión y término en el sistema escolar primario |
| Indicador                                                     | Año                                                           | Valor                                                         |                                                               |
| ------------------------------------------------------------- | ------------------------------------------------------------- | ------------------------------------------------------------- | ------------------------------------------------------------- |
| Promedio de años                                              | (2000)                                                        | 6.5                                                           |                                                               |
| Porcentaje de repetición, primaria (%)                        | 19                                                            | 19                                                            |                                                               |
| Tasa de supervivencia en 5 º grado (%)                        | (2008)                                                        | 66                                                            |                                                               |
| Tasa bruta de ingreso al último grado de primaria (%)         | 50                                                            | 50                                                            |                                                               |
| Tasa de transición de primaria a secundaria (%)               | (2008)                                                        | 46                                                            |                                                               |

La educación primaria consta de seis niveles (dos cursos preparatorios, dos cursos básicos y dos cursos medios), siendo certificado con un Certificado de Educación Primaria Elemental —en francés: Certificat d'études primaires. Al año 2001, el Ministerio de Educación consigna 8050 escuelas primarias públicas con 43 562 profesores y 1 872 856 alumnos, y 925 escuelas privadas que emplean a 7406 profesores para la formación de 240 980 estudiantes.
En cuanto a la educación secundaria —donde predominan establecimientos privados—, esta se subdivide en dos ciclos: cuatro años para el primer ciclo y tres para el segundo. Al año 2005, existían 522 escuelas secundarias en el país, de las 370 son de propiedad privada y 152 públicas; en este contexto, el Ministerio de Educación de Costa de Marfil registra una plantilla total de 660 152 estudiantes con 19 892 profesores.

### Educación superior, técnica y profesional
En el período 2004-2005, el número de instituciones de educación superior y de investigación científica es de 149 con 146 490 estudiantes, de las que al menos el 35% son mujeres. Estas instituciones, cuyas instalaciones se están quedando obsoletas, tienen una capacidad limitada dado el número de estudiantes.
en la actualidad, el sector educativo se encuentra en niveles superiores lo cual hizo que la construcción de escuela ayude a mejorar el nivel